# Факультет ядерной физики ЧВУТ
Факультет ядерной физики ЧТУ (чеш. Fakulta jaderná a fyzikálně inženýrská ČVUT) — один из факультетов Чешского технического университета, был основан в 1955 году в рамках чехословацкой ядерной программы в тесном сотрудничестве с учёными из СССР. После своего основания факультет носил название Факультет технической и ядерной физики (чеш. Fakulta technické a jaderné fyziky) и первые 4 года входил в состав Карлова университета.
Кафедры факультета по состоянию на 2010-е годы: математики, физики, языков, инженерии твёрдого тела, физической электроники, материаловедения, дозиметрии и применения ионизирующего излучения, ядерной химии и инженерии, программного обеспечения в экономике, ядерных реакторов.

## Здания
Главное здание факультета находится в Праге по адресу Бржехова, 7, по соседству с юридическим факультетом Карлова университета и Пражской консерваторией. Другим зданием является бывшее химическое учреждение на улице Троянова, 13, неподалёку от Карловой площади, где в отделении кафедры математики находится центр «Тереза» для слабовидящих студентов. Многие лаборатории также находятся в здании Карлова университета в Трое. Университет располагает в Трое собственным действующим учебным ядерным реактором, обозначенным как VR-1 и имеющим прозвище «Воробей» (чеш. Vrabec). Также имеется внепражский филиал факультета, расположенный на улице Похранични в городе Дечин.